# Etmopterus perryi
Etmopterus perryi, más conocido como tiburón linterna enano, es una especie de pez de la familia Dalatiidae en el orden de los Squaliformes.

## Morfología
Los machos pueden alcanzar 17 cm de longitud total.

## Reproducción
Es ovovivíparo.

## Hábitat
Es un pez de mar y de aguas profundas que vive entre 283 y 439 m de profundidad. Es la especie más pequeña de tiburón y debido a su tamaño, no tiene valor comercial ni agresividad hacia el ser humano.

## Distribución geográfica
Se encuentra en Colombia y Venezuela. 